# Гия, Адемир да
Адемир Феррейра да Гия (порт. Ademir Ferreira da Guia; 3 апреля 1942, Рио-де-Жанейро) — бразильский футболист, полузащитник. По версии МФФИИС занимает 34 место среди лучших игроков Южной Америки XX века. Занимает 64 место среди ста лучших футболистов XX века по версии Placar. В 2008 году вошёл в Зал Слава бразильского футбола. Адемир, сын другого известного игрока Домингоса да Гии и племянник Ладислау да Гии. От отца, известного как «Божественный учитель», Адемир заработал своё прозвище — «Божество». Рекордсмен клуба «Палмейрас» по количеству проведённых матчей — 901 игра; по количеству голов, 153, занимает 3-е место в истории «Палмейраса». В 1986 году он получил бюст на аллее славы «Палмейраса». После завершения карьеры игрока, стал политиком. В декабре 2003 года получил звание почётного гражданина штата Сан-Паулу.

«Без Адемира да Гии „Палмейрас“ был бы меньше „Палмейрасом“».— Рубенс Минелли

## Биография
Адемир родился в Бангу, западном пригороде Рио-де-Жанейро в семье футболиста Домингоса да Гии. Там же он начал играть в футбол. Он начал свою карьеру, в возрасте 10-ти лет, в молодёжном составе клуба «Керес». В 1956 году он перешёл в клуб «Бангу», куда попал благодаря тренеру Моасиру Буэно, бывшего партнёром Домингоса, когда тот играл за «Бангу». В 1957 году Адемир, вместе с молодёжью Бангу занял третье место в молодёжном первенстве Рио-де-Жанейро, а через год Адемир с командой выиграл серебряные медали. В 1959 году «Бангу» стал чемпионом молодёжного первенства Рио, и совет клуба принял решение перевести 4-х молодых игроков команды в основной состав.

### «Бангу»
С 1960 года он начал играть за основной состав «Бангу», и в том же году он стал играть в составе молодёжной сборной штата Рио-де-Жанейро. Свой первый гол за команду он забил 19 июня 1960 года в ворота «Атлетико Минейро» в товарищеской игре, однако затем долго не мог отличиться из-за малого количества минут, проводимых на поле. Свой следующий гол он забил только 19 января 1961 года, поразив ворота «Ферровиарио», а затем забил ещё один мяч в этой игре. 3 февраля 1961 года Адемир сделал свой первый и единственный хэт-трик в карьере, трижды забив в ворота ССА. В августе 1961 года Адемир подписал свой первый профессиональный контракт, за три для дня рождения клуба. Всего за «Бангу» Адемир забил 12 голов.

### «Палмейрас»
«Цена которую вы за него заплатили, не стоит и одной из его ног»— Мануэль Флейтас Солич, главный тренер «Фламенго», после покупки Адемира «Палмейрасом» в 1961 году
В 1961 году Адемир перешёл в «Палмейрас», заплативший 6 млн крузейро за трансфер игрока, в последний момент «перехватив» игрока у «Флуминенсе». Он дебютировал в составе команды 10 декабря 1961 года в товарищеской игре с клубом «Промека», завершившийся в пользу «Палмейраса» 2:0; по другой версии, он дебютировал в составе команды 8 апреля 1962 года в матче «Палмейраса» и смешанной сборной города Санта-Барбара-д’Уэсти, в котором «Вердао» проиграл 2:4, а сам Адемир провёл на поле только 12 минут, после чего получил травму и не смог продолжать матч; по третьей версии, его дебют состоялся 22 февраля 1962 года с «Коринтиансом», завершившийся победой «Вердао» 3:1. Свой первый мяч за клуб он забил 15 апреля 1962 года в ворота «Интернасьонал Лимейра», в матче, который «Палмейрас» проиграл 2:4.
Первые два года в клубе Алемир, в основном, выходил на поле со скамьи запасных. Лишь в 1963 году он завоевал место в основном составе команды, и помог клубу выиграть чемпионат штата Сан-Паулу, а также был признан лучшим игроком турнира. В 1965 году Адемир выиграл с клубом турнир столетия Рио-де-Жанейро и турнир Рио-Сан-Паулу. Через год победил в чемпионате Сан-Паулу, а в 1967 году выиграл Кубок Бразилии и Кубок Роберто Гомеса Педрозы. В начале — середине 1970-х годов Адемир с «Палмейрасом» выиграл 3 титула чемпиона штата и два звания чемпиона Бразилии, в год выигрыша первого из них, Адемир получил «Серебряный мяч» лучшему полузащитнику чемпионатам. Последний матч за «Палмейрас» он провёл 18 сентября 1977 года, в котором его клуб проиграл 0:2 «Коринтиансу», а сам Адемир был заменён после первого тайма из-за проблем с дыханием, которыми страдал в конце карьеры. Всего за «Палмейрас» Адемир провёл 901 матч, из них клуб выиграл 509 игр, 234 матча закончились вничью и 158 матча клуб проиграл. Он забил 153 гола.
22 января 1984 года был проведён прощальный матч Адемира, в котором «Палмейрас» играл с «командой друзей Адемира да Гии».

### Сборная Бразилии

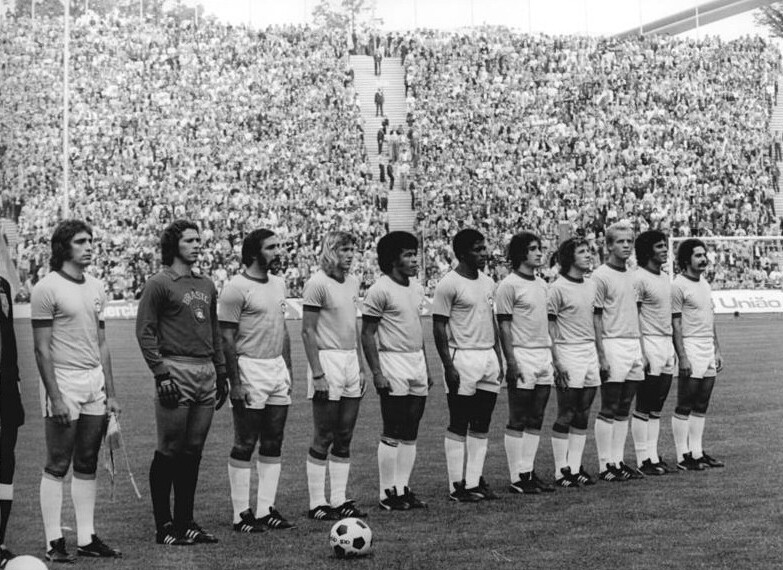
Адемир (третий справа) в составе сборной Бразилии в матче за 3-е место на чемпионате мира 1974

Несмотря на успешное выступление в клубах, в сборную Бразилии Адемир не вызывался. Лишь в 1965 году Висенте Феола пригласил Адемира на несколько товарищеских игр. Он дебютировал в составе национальной команды 2 июня 1965 года в матче с Бельгией, который бразильцы выиграли 5:0, а затем провёл ещё 4 игры. Однако Адемир так и не смог вытеснить из состава Жерсона, которого очень любила бразильская пресса, из-за этого Адемир не выступал за национальную команду 9 лет, с 7 сентября 1965 года (матч с Уругваем) по 31 марта 1974 года (матч с Мексикой).
Адемир планировался Жуаном Салданьей на поездку на чемпионат мира 1970, однако заменивший Салданью Марио Загалло «отцепил» Адемира от поездки в Мексику. В 1974 году Адемир поехал в составе национальной команды на чемпионат мира. Жена Адемира, первая узнавшая из новостей о включении мужа в состав команды, с радостью предподнесла ему эту новость, когда он ел, однако Адемир лишь грустно улыбнулся и продолжил трапезу. На мундиале он провёл 1 игру, 6 июля сыграв в матче за 3-е место с Польшей, в котором бразильцы проиграли 0:1. При этом, сам Адемир, который не рассчитывал, что выйдет в составе с Польшей, узнал о выборе тренера за несколько часов до игры, когда обедал в столовой, потребляя вторую порцию десерта. Эта игра стала последней для Адемира в составе национальной команды. Всего за сборную он провёл 12 игр.

### Послефутбольная жизнь
Завершив карьеру игрока, Адемир стал тренером, работая в футбольной школе Палмейраса.
Адемир также был депутатом города Сан-Паулу с 2004 по 2008 год, набрав на выборах, в октябре 2003 года, 27541 голос. В 2008 году он предпринял попытку переизбраться, но она закончилась неудачей: Адемир набрал только 17009 голосов. В 2005 году он выступил с жалобой, о том, что сотрудники управления кабинета города Сан-Паулу получают деньги, которые использовались чиновниками администрации для личных нужд.
14 марта 2009 года Адемир играл в матче правительства Сан-Паулу, и надел майку клуба «Сан-Паулу», что вызвало бурные отклики в среде болельщиков. Однако сам Адемир сказал, что нет причин воевать вне футбольного поля, и болельщики должны понять это.

«Когда-то футболисты играли за футболку, но теперь, когда контракты на миллионы долларов, это осталось в прошлом». Адемир да Гия

### Личная жизнь
Адемир женат, у него есть сын, Адемир да Гия Жуниор, который играет в молодёжном составе «Палмейраса».
Сейчас Адемир с супругой живёт в районе Пердизис в Сан-Паулу.

## Достижения

### Командные
- Чемпион штат Сан-Паулу: 1963, 1966, 1972, 1974, 1976
- Чемпион турнира Рио-Сан Паулу: 1965
- Победитель турнира столетия Рио-де-Жанейро: 1965
- Обладатель Кубка Бразилии: 1967
- Обладатель Кубка Роберто Гомеса Педрозы: 1967, 1969
- Чемпион Бразилии: 1972, 1974

### Личные
- Лучший футболист Сан-Паулу: 1963
- Обладатель «Серебряного мяча» Бразилии: 1972